# Parawixia dehaani
Parawixia dehaani är en spindelart som först beskrevs av Carl Ludwig Doleschall 1859.  Parawixia dehaani ingår i släktet Parawixia och familjen hjulspindlar.

## Underarter
Arten delas in i följande underarter:
- P. d. octopunctigera
- P. d. pygituberculata
- P. d. quadripunctigera